# Biatlo nos Jogos Olímpicos de Inverno de 2014 - Largada coletiva masculina
A largada coletiva masculina do biatlo nos Jogos Olímpicos de Inverno de 2014 foi disputada no Centro de Esqui Cross-Country e Biatlo Laura, na Clareira Vermelha, em 18 de fevereiro de 2014. A prova deveria ocorrer em 16 de fevereiro, mas foi adiada devido à neblina.

## Medalhistas
| Ouro   | NOR Emil Hegle Svendsen |
| Prata  | FRA Martin Fourcade     |
| Bronze | CZE Ondřej Moravec      |

## Resultados
| Pos.              | Bib | Atleta                      | Tempo   | Penalidades (P+S+P+S) | Diferença |
| ----------------- | --- | --------------------------- | ------- | --------------------- | --------- |
| Medalha de ouro   | 9   | NOR Emil Hegle Svendsen     | 42:29.1 | 0 (0+0+0+0)           | —         |
| Medalha de prata  | 2   | FRA Martin Fourcade         | 42:29.1 | 1 (1+0+0+0)           | +0.0      |
| Medalha de bronze | 4   | CZE Ondřej Moravec          | 42:42.9 | 0 (0+0+0+0)           | +13.8     |
| 4                 | 25  | SLO Jakov Fak               | 42:57.2 | 2 (0+1+1+0)           | +28.1     |
| 5                 | 8   | RUS Evgeniy Garanichev      | 43:25.3 | 3 (0+1+1+1)           | +56.2     |
| 6                 | 18  | SWE Fredrik Lindström       | 43:30.5 | 2 (0+1+0+1)           | +1:01.4   |
| 7                 | 3   | AUT Dominik Landertinger    | 43:32.8 | 2 (1+0+0+1)           | +1:03.7   |
| 8                 | 12  | NOR Johannes Bø             | 43:34.2 | 1 (1+0+0+0)           | +1:05.1   |
| 9                 | 28  | CAN Brendan Green           | 43:38.3 | 2 (1+1+0+0)           | +1:09.2   |
| 10                | 22  | CAN Jean-Philippe Leguellec | 43:41.6 | 1 (0+0+0+1)           | +1:12.5   |
| 11                | 13  | RUS Anton Shipulin          | 43:48.2 | 3 (0+1+1+1)           | +1:19.1   |
| 12                | 23  | SWE Björn Ferry             | 43:48.3 | 3 (1+1+1+0)           | +1:19.2   |
| 13                | 10  | GER Simon Schempp           | 43:48.3 | 3 (2+1+0+0)           | +1:19.2   |
| 14                | 21  | LAT Andrejs Rastorgujevs    | 43:53.1 | 3 (0+1+1+1)           | +1:24.0   |
| 15                | 27  | SVK Matej Kazar             | 44:25.6 | 2 (0+1+1+0)           | +1:56.5   |
| 16                | 11  | AUT Simon Eder              | 44:30.7 | 4 (1+1+1+1)           | +2:01.6   |
| 17                | 7   | FRA Jean-Guillaume Béatrix  | 44:34.2 | 3 (0+0+2+1)           | +2:05.1   |
| 18                | 16  | GER Arnd Peiffer            | 44:35.0 | 4 (0+1+2+1)           | +2:05.9   |
| 19                | 14  | RUS Evgeny Ustyugov         | 44:37.3 | 3 (0+0+1+2)           | +2:08.2   |
| 20                | 15  | RUS Dmitry Malyshko         | 44:42.9 | 4 (1+0+3+0)           | +2:13.8   |
| 21                | 30  | USA Tim Burke               | 44:55.9 | 4 (2+0+2+0)           | +2:26.8   |
| 22                | 1   | NOR Ole Einar Bjørndalen    | 45:08.3 | 6 (2+0+0+4)           | +2:39.2   |
| 23                | 29  | USA Lowell Bailey           | 45:19.2 | 5 (2+1+1+1)           | +2:50.1   |
| 24                | 6   | CZE Jaroslav Soukup         | 45:22.2 | 4 (0+1+0+3)           | +2:53.1   |
| 25                | 26  | ITA Dominik Windisch        | 45:28.4 | 5 (1+1+3+0)           | +2:59.3   |
| 26                | 5   | GER Erik Lesser             | 45:34.2 | 4 (0+0+2+2)           | +3:05.1   |
| 27                | 20  | AUT Christoph Sumann        | 45:39.0 | 4 (1+2+1+0)           | +3:09.9   |
|                   | 17  | ITA Lukas Hofer             | DNF     | 4 (2+2+0)             | —         |
|                   | 19  | CAN Nathan Smith            | DNF     | 5 (2+3)               | —         |
|                   | 24  | FRA Simon Fourcade          | DNF     | 2 (2)                 | —         |

Legenda
| Recorde mundial      | Recorde mundial (World record)               |                       | Recorde africano                      | Recorde africano (African) |                                           | Q | Classificado por posição (Qualified) |
| Recorde olímpico     | Recorde olímpico (Olympic record)            | Recorde da América    | Recorde da América (Americas)         | q                          | Classificado por melhor tempo (Qualified) |   |                                      |
| Melhor marca do ano  | Melhor marca do ano (World leading)          | Recorde asiático      | Recorde asiático (Asian)              | DNS                        | Não largou (Did not start)                |   |                                      |
| Recorde nacional     | Recorde nacional (National record)           | Recorde europeu       | Recorde europeu (European)            | DNF                        | Não terminou (Did not finish)             |   |                                      |
| Recorde pessoal      | Recorde pessoal do atleta (Personal best)    | Recorde da Oceania    | Recorde da Oceania (Oceania)          | DSQ / DQ                   | Desclassificado (Disqualified)            |   |                                      |
| Recorde da temporada | Recorde da temporada do atleta (Season best) | Recorde sul-americano | Recorde sul-americano (South America) | NM                         | Sem marca (No mark)                       |   |                                      |